# Armando Gómez
Armando Gómez (Guayaquil, Ecuador, 24 de enero de 1984) es un futbolista ecuatoriano.  Juega de defensa y su equipo actual es Chacaritas Fútbol Club de la Serie B de Ecuador.

## Clubes
| Club                 | País    | Año         |
| -------------------- | ------- | ----------- |
| Panamá S. C.         | Ecuador | 1999 - 2002 |
| El Nacional          | Ecuador | 2003        |
| Panamá S. C.         | Ecuador | 2004        |
| Deportivo Quito      | Ecuador | 2005        |
| Universidad Católica | Ecuador | 2006 - 2008 |
| Liga de Portoviejo   | Ecuador | 2009 - 2010 |
| Liga de Loja         | Ecuador | 2011 - 2015 |
| Deportivo Cuenca     | Ecuador | 2016        |
| Macará               | Ecuador | 2017 - 2019 |
| Mushuc Runa          | Ecuador | 2020        |
| Chacaritas           | Ecuador | 2021 - act. |

## Palmarés

### Campeonatos nacionales
| Título             | Club                 | País    | Año  |
| ------------------ | -------------------- | ------- | ---- |
| Serie B de Ecuador | Universidad Católica | Ecuador | 2007 |